# Льюїс Льяк
Льюїс Льяк і Гранде (кат. Lluís Llach i Grande; * 7 травня 1948, Жирона, Каталонія, Іспанія) — каталанський композитор, автор-виконавець, бард, письменник.

## Творчість
Один з найвідоміших представників руху Nova cançó (Нова пісня), що охоплював музикантів і співаків, які висловлювали протест проти диктатури Франциско Франко. Ознакою руху було виконання пісень політичної тематики каталонською мовою у ті часи, коли сама мова та усі прояви каталонської ідентичності були заборонені. Його знаменита пісні L'Estaca, в якій йдеться про слабкий стовп, що от-от впаде, і який символізує тоталітарний режим. Подібно до багатьох співаків, письменників і політично активних діячів культури, Льяк залишив Іспанію і жив у добровільному вигнанні в Парижі до смерті диктатора.
6 липня 1985 року на стадіоні Камп Ноу на концерт Льюїса Льяка зібралося понад 103000 глядачів. Як співак Льяк визнає вплив на свій стиль таких виконавців, як Махалія Джексон та Жак Брель.
У період з 1969 по 2007 рік Льяк записав 33 диска. Його репертуар включає як традиційно романтичні пісні, так і більш складні, філософські пісенні цикли, а також іронічні, політично забарвлені композиції. Крім своїх власних текстів він поклав на музику вірші інших славетних поетів, в тому числі Константіноса Кавафіса, Маріуса Тореса, Жозепа Марія да Сагарра, Пере Кварта, а найчастіше на слова Мікела Марті і Пола.
Його пісня L'Estaca від 1968 року стала гімном руху за незалежність Каталонії, яку зазвичай співають люди під час демонстрацій.
У вересні 1979 року він став першим оперним співаком, який дав концерт в оперному театрі «Лісеу», презентуючи свій альбом «Somniem».

## Особисте життя
Льюїс Льяк є відкритим геєм.

## Дискографія
Найпопулярніші альбоми:
- Com un arbre nu (1972)
- Viatge a Itaca (1975)
- Somniem (1979)
- Verges 50 (1980)
- I amb el somriure, la revolta (1982)
- T'estimo (1984)
- Maremar (1985)
- Geografia (1988)
- Un pont de mar blava (1993)
- Nu (1997)
- 9 (1998)
- Temps de revoltes (2000)
- Jocs (2002)
- Junts (2003)
- Poetes (2004)
- i… (2006)
- Verges 2007 (2007)